# Manuel Ezequiel Bruzual
Manuel Ezequiel Bruzual is een gemeente in de Venezolaanse staat Anzoátegui. De gemeente telt 35.000 inwoners. De hoofdplaats is Clarines.